# Indonesische Badmintonmeisterschaft 2001
Die Indonesische Badmintonmeisterschaft 2001 fand in Banjarmasin statt.

## Austragungsort
- Gelanggang Olahraga Banjarmasin

## Finalresultate
| Disziplin    | Sieger                          | Finalist                        | Ergebnis           |
| ------------ | ------------------------------- | ------------------------------- | ------------------ |
| Herreneinzel | Sony Dwi Kuncoro                | Taufik Hidayat                  | 0-7, 7-4, 7-4, 7-2 |
| Dameneinzel  | Atu Rosalina                    | Dian Novita Sari                | 8-6, 7-4, 7-0      |
| Herrendoppel | Candra Wijaya Sigit Budiarto    | Bambang Suprianto Nova Widianto |                    |
| Damendoppel  | Minarti Timur Vita Marissa      | Emma Ermawati Eny Widiowati     |                    |
| Mixed        | Bambang Suprianto Emma Ermawati | Tri Kusharyanto Vita Marissa    |                    |